# برکی، پاکستان
برکی (به انگلیسی: Barki) یک منطقهٔ مسکونی در پاکستان است که در ناحیه لاهور واقع شده‌است.